# Маркус, Людвиг
Лю́двиг Ма́ркус (нем. Ludwig Markus; фр. Ludwig Marcus; Louis Marcus; 31 октября 1798, Дессау — 15 июля 1843, Париж) — немецко-французский историк и ориенталист; автор «Истории вандалов» («Histoire des Wandales»; 1838).

## Биография и труды
Изучал в Берлине медицину, а затем посвятил себя изучению философии и астрономии. Дебютировал в «Zeitschrift für die Wissenschaft des Judenthums» (1822, p. 410—418) трудом по естественной истории Палестины, которого, впрочем, не окончил. Участвовал в берлинском Обществе культуры и науки евреев (с 1819).
В 1825 году Маркус переселился в Париж, где под влиянием Кювье стал печатать свои примечания к Плинию (1829). В 1830—1838 гг. Маркус состоял преподавателем немецкого языка в Королевском лицее в Дижоне, где продолжал работать над своей историей иностранных колоний в Абиссинии и Сенааре (период с VII века до н. э. по IV век н. э.).
Другие его труды: «Histoire des Wandales» (1838), «Géographie ancienne des Etats Barbaresques» (1842), перевод части маннертовской «Géographie der Griechen und Römer» и сравнительная хронология главных народов древности.
Умер в Париже в 1843 году, похоронен на кладбище Монмартр.